# Marsylia (roślina)
Marsylia (Marsilea) – rodzaj paproci należący do rodziny marsyliowatych. Obejmuje w zależności od ujęcia systematycznego około 45–50–65 gatunków. Gatunki są bardzo podobne do siebie, wszystkie posiadają charakterystyczne liście przypominające czterolistną koniczynę. Do ich oznaczania konieczne są organy generatywne. Rośliny spotykane są na różnych kontynentach w strefie klimatu równikowego po umiarkowanie ciepły. Największe zróżnicowanie występuje w tropikalnej Afryce i w Australii. W Polsce jedynym gatunkiem niegdyś występującym naturalnie, następnie wymarłym i reintrodukowanym jest marsylia czterolistna M. quadrifolia. Rośliny te występują na brzegach wód stojących, na terenach bagiennych i w rowach. Niektóre gatunki są problematyczne ze względu na zarastanie rowów i pól ryżowych. Nazwa rodzajowa upamiętnia włoskiego botanika – Luigiego Marsigliego (1656–1730). Ze względu na oryginalny wygląd niektóre gatunki, zwłaszcza rosnące w klimacie umiarkowanym, uprawiane są jako rośliny ozdobne.

## Morfologia

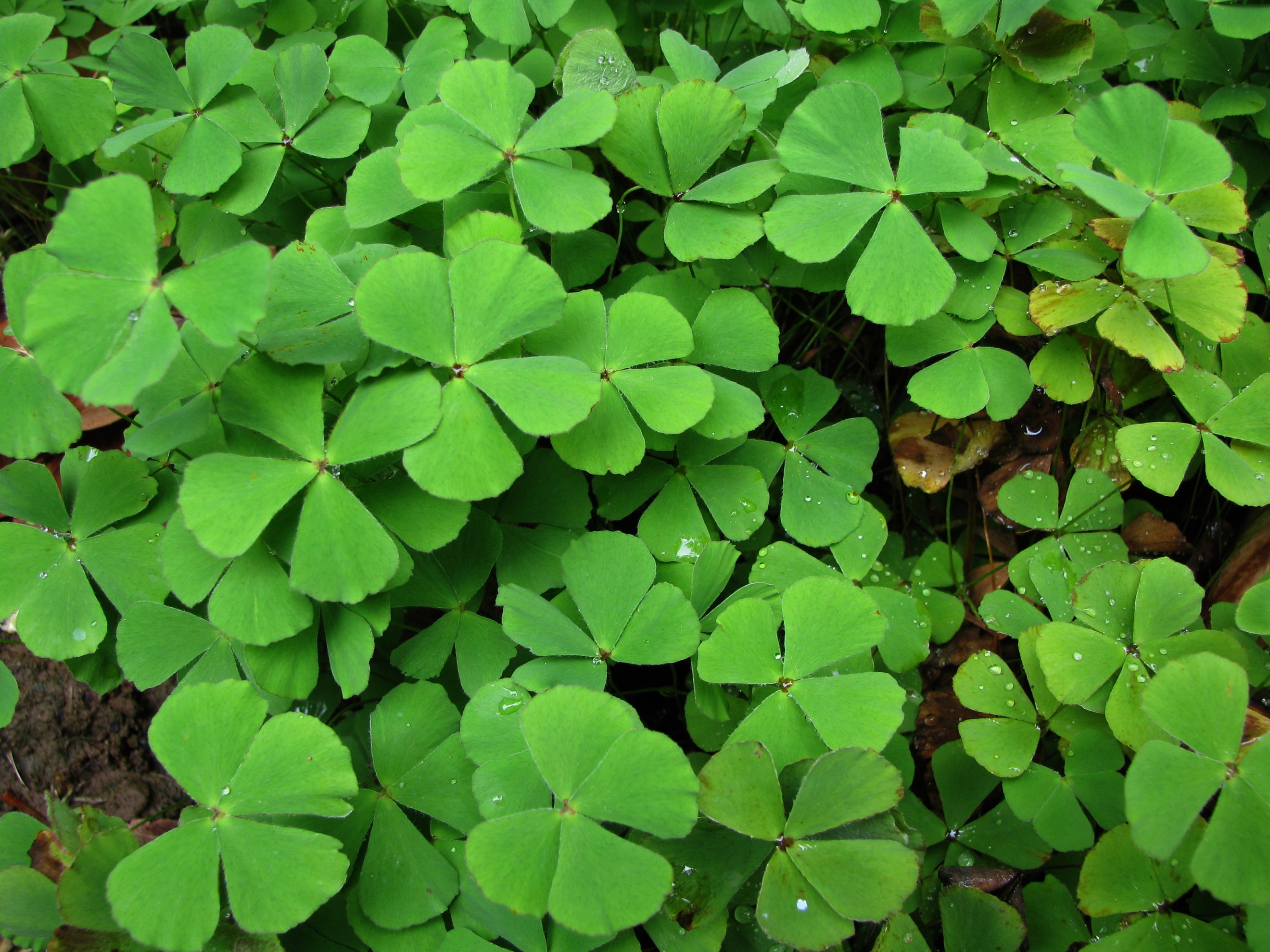
Marsilea villosa

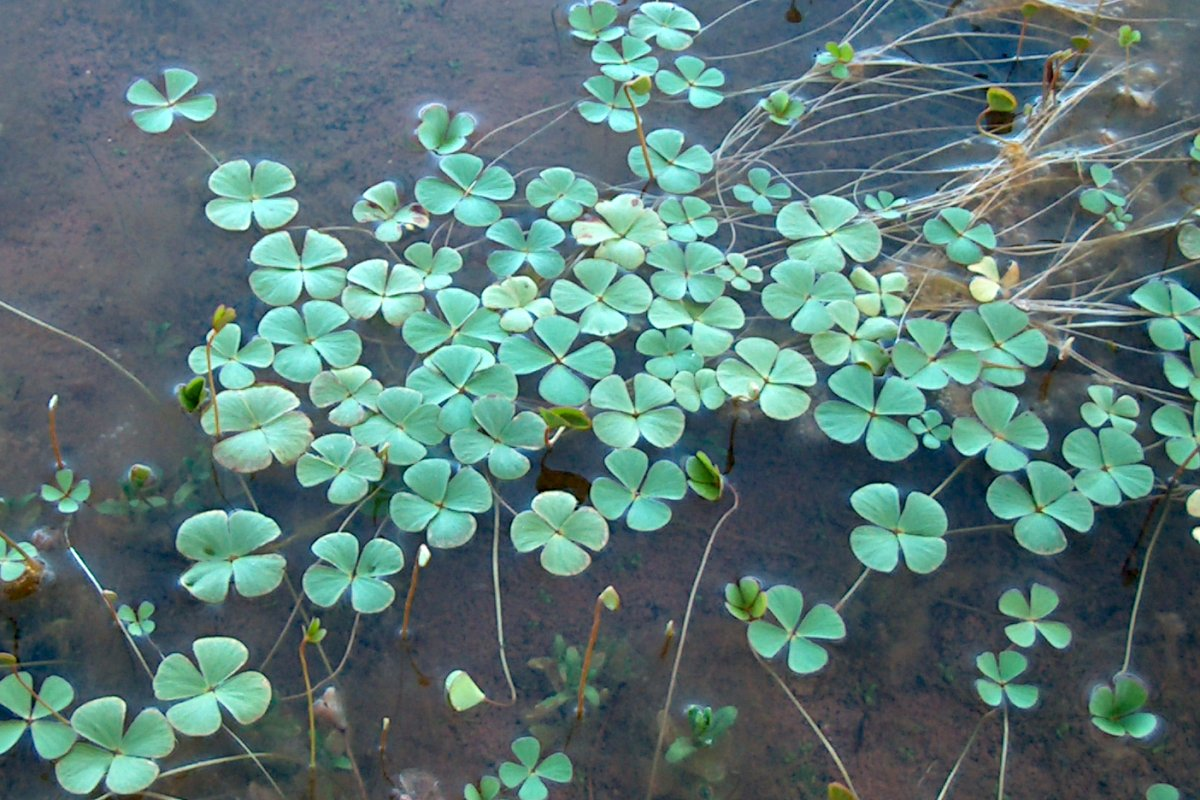
Marsilea vestita

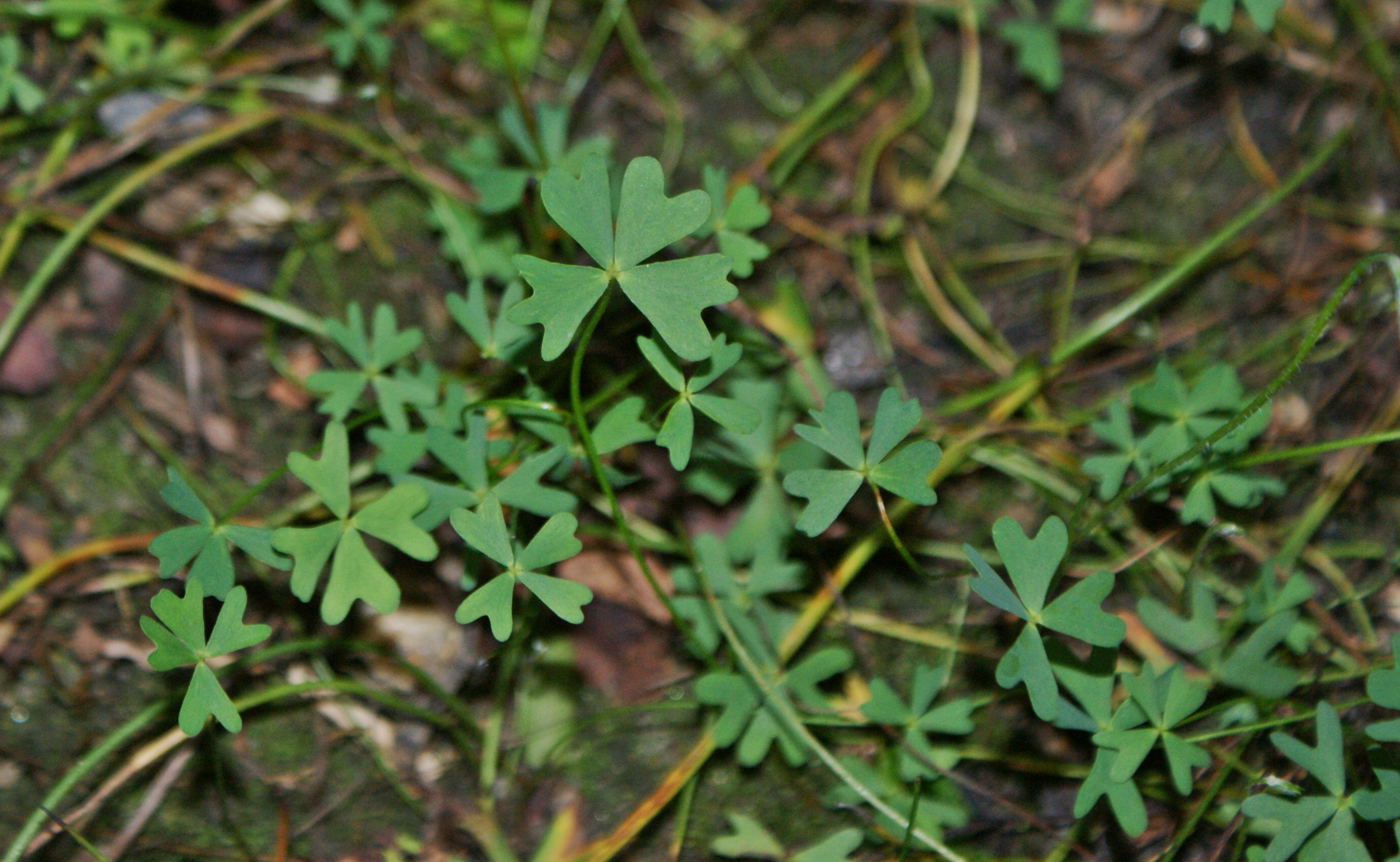
Marsilea schelpeana

PokrójPędy pełzające lub unoszące się w wodzie, zdolne do nieograniczonego wzrostu, rozgałęziają się nieregularnie lub dychotomicznie. Rozrastając się tworzą gęste lub luźne darnie. Korzenie wyrastają z węzłów, czasem także z międzywęźli.
LiścieZa młodu pastorałowato zwinięte. W zależności od siedliska bardzo zmienne – u roślin rosnących w wodzie liście są większe, osadzone na dłuższych i bardziej wiotkich ogonkach, z blaszką zanurzoną lub pływającą po powierzchni wody. U roślin rosnących na płyciznach i na lądzie liście są mniejsze, osadzone są na sztywno wzniesionych lub pokładających się ogonkach. Blaszka liściowa bardzo charakterystyczna – podzielona symetrycznie na 4 listki przypomina czterolistną koniczynę. Poszczególne listki mogą być różne u różnych gatunków – koliste, eliptyczne do sercowatych. Żyłki w blaszce kilka razy widlasto (dychotomicznie) się rozgałęziają i mają liczne połączenia poprzeczne między sobą.
ZarodnieDwojakiego rodzaju – makro- i mikrosporangia zebrane są we wspólnych organach zwanych sporokarpami. Są one kanciaste, eliptyczne lub fasolkowate, zwykle dwubocznie spłaszczone i wyrastają u nasady liścia pojedynczo, w parach lub większej liczbie (u M. minuta do 26) na prostych lub rozgałęzionych trzonkach (u M. ancylopoda pod ziemią). Trzonek nierzadko przerasta osadzone na nim bocznie i połączone tzw. sznureczkiem sporokarpy, często na szczycie z ząbkiem. Sporokarpy są mniej lub bardziej owłosione i otwierają się dwiema klapkami. Po dojrzeniu ich ściana jest skórzasta lub zdrewniała.

## Rozwój
Sporokarpy, będące najwyraźniej zmodyfikowanymi liśćmi (świadczy o tym układ żyłek przewodzących i ich rozwój) zawierają u szczytu zarodnię rozwijającą się w makrosporangium i niżej położone liczne mikrosporangia, rozwijające się nieco później. Ich rozwój następuje tylko w odpowiednich warunkach wilgotnościowych. W niedostatecznie wilgotnym miejscu zachowują żywotność przez ponad 100 lat. Każda zarodnia jest otoczona jednowarstwową ścianą i wewnątrz dwuwarstwowym tapetum. W środku zawiera 32 lub 64 zarodniki, z których w makrosporangium tylko jeden rozwija się w makrosporę, a reszta rozpuszcza się tworząc wielojądrowe plazmodium. W mikrosporangiach dojrzewają i zmieniają się w kuliste mikrospory zwykle wszystkie zarodniki.
Rozwój gametofitu w mikrosporach jest szybki – trwa kilkanaście godzin. W wyniku podziałów jego komórki powstaje jednokomórkowe przedrośle i dwie plemnie. Plemnie składają się ze ściany i komórki macierzystej plemników, której cztery kolejne podziały tworzą 16 komórek plemnikowych. Po rozpuszczeniu komórki przedroślowej, rozluźnieniu ścian plemni i mikrospory wydostają się one na zewnątrz. Plemniki składają się z pęcherzyka i długiej, opatrzonej licznymi wiciami wstęgi. 
Pierwsze podziały makrospory tworzą gametofit żeński składający się z komórki gromadzącej substancje zapasowe oraz właściwy gametofit składający się z komórek wegetatywnych i rodni z komórką jajową. Rodnia otoczona jest galaretowatą masą i w jej wnętrzu rozpuszczeniu ulegają także komórki kanałowe. Przez rozluźniony gametofit plemnik dostaje się do komórki jajowej i dokonuje zapłodnienia. Rozwijający się zarodek osłonięty jest dwiema lub trzema warstwami komórek gametofitu tworzących czepiec, od zewnątrz z licznymi chwytnikami.

## Systematyka
Jest to jeden z trzech rodzajów z rodziny marsyliowatych Marsileaceae. Jest siostrzany do kladu obejmującego rodzaje gałuszka Pilularia i Regnellidium. 
Wykaz gatunków
- Marsilea aegyptiaca Willd.
- Marsilea aethiopica Launert
- Marsilea ancylopoda A.Braun
- Marsilea angustifolia R.Br.
- Marsilea apposita Launert
- Marsilea batardae Launert
- Marsilea berhautii Tardieu
- Marsilea botryocarpa F.Ballard
- Marsilea burchellii (Kunze) A.Braun
- Marsilea capensis A.Braun
- Marsilea coromandelina Willd.
- Marsilea costulifera D.L.Jones
- Marsilea crotophora D.M.Johnson
- Marsilea cryptocarpa Albr. & Chinnock
- Marsilea deflexa A.Braun
- Marsilea distorta A.Braun
- Marsilea drummondii A.Braun
- Marsilea ephippiocarpa Alston
- Marsilea exarata A.Braun
- Marsilea fadeniana Launert
- Marsilea farinosa Launert
- Marsilea fenestrata Launert
- Marsilea gibba A.Braun
- Marsilea globulosa Bouchart
- Marsilea hirsuta R.Br.
- Marsilea latzii D.L.Jones
- Marsilea macrocarpa C.Presl
- Marsilea macropoda Engelm. ex A.Braun
- Marsilea megalomanica Launert
- Marsilea minuta L.
- Marsilea mollis B.L.Rob. & Fernald
- Marsilea mutica Mett.
- Marsilea nashii Underw.
- Marsilea nubica A.Braun
- Marsilea oligospora Goodd.
- Marsilea owambo Doweld
- Marsilea polycarpa Hook. & Grev.
- Marsilea pyriformis Bouchart
- Marsilea quadrata A.Braun
- Marsilea quadrifolia L. – marsylia czterolistna
- Marsilea scalaripes D.M.Johnson
- Marsilea schelpeana Launert
- Marsilea strigosa Willd.
- Marsilea subangulata A.Braun
- Marsilea subterranea Lepr. ex A.Braun
- Marsilea unicornis Launert
- Marsilea vestita Hook. & Grev.
- Marsilea villifolia Bremek. & Oberm. ex Alston & Schelpe
- Marsilea villosa Kaulf.

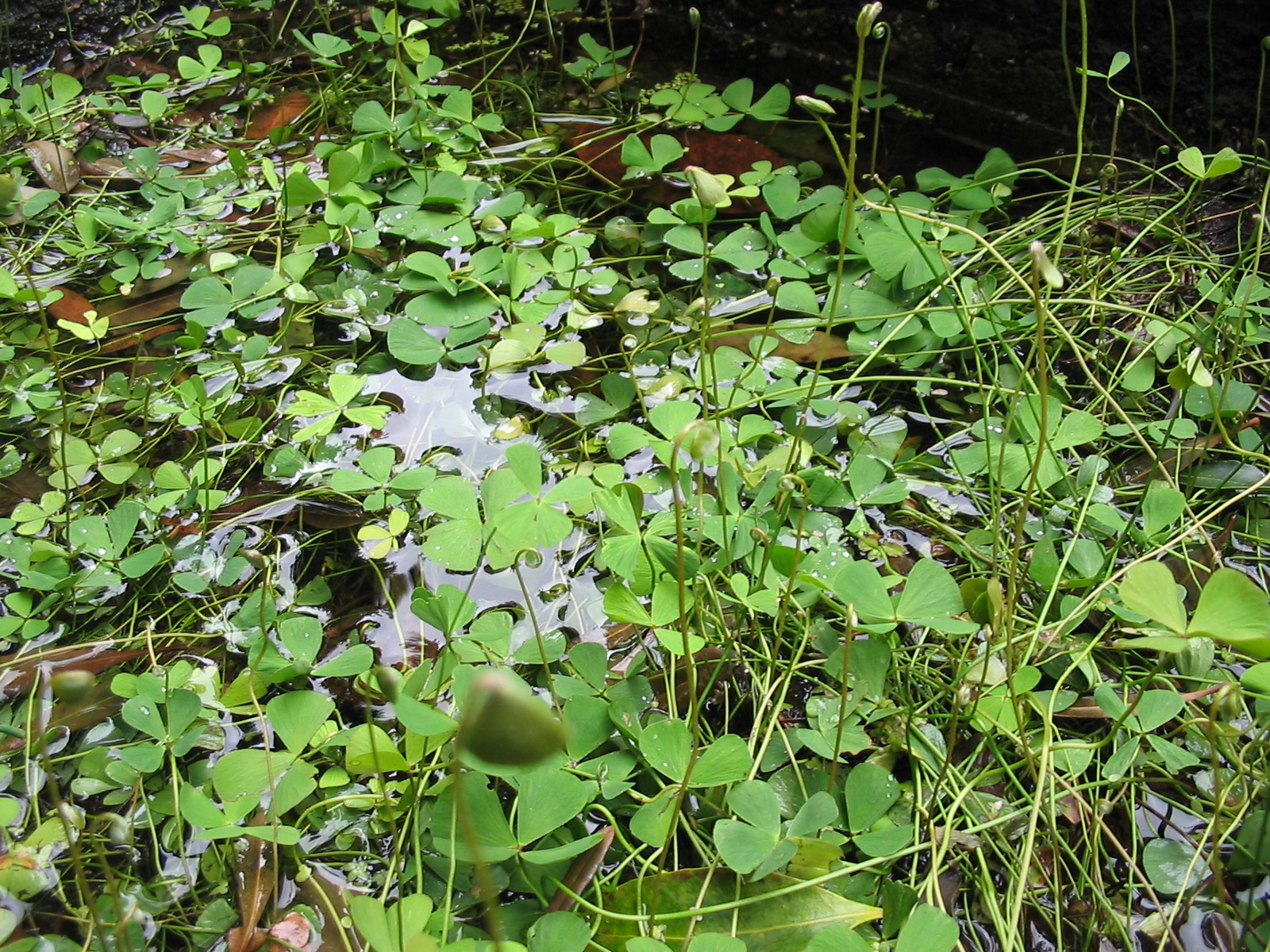
Marsilea hirsuta inwazyjna na Azorach, błędnie uznawana przez lata za endemiczny gatunek M. azorica

O problemach z oznaczaniem i klasyfikacją gatunków w obrębie tego rodzaju świadczyć może przypadek gatunku „odkrytego” na jednym stanowisku na Azorach. Opisany w 1983 jako kolejny endemit tego archipelagu pod nazwą Marsilea azorica został objęty ochroną Konwencji berneńskiej, stał się przedmiotem ochrony sieci Natura 2000, a w Czerwonej księdze gatunków zagrożonych IUCN uznany został za gatunek krytycznie zagrożony. Po szczegółowej weryfikacji morfologicznej i molekularnej rośliny z Azorów okazały się należeć do australijskiego gatunku Marsilea hirsuta, inwazyjnego w południowo-wschodnich Stanach Zjednoczonych i najwyraźniej stamtąd zawleczonego na wyspy.

## Zastosowanie i uprawa
Różne gatunki marsylii uprawiane są jako rośliny ozdobne w stawach i akwariach. Rośliny w zależności od warunków klimatycznych mogą być wysadzane bezpośrednio na dnie zbiornika na płyciznach lub wstawiane do zbiorników w pojemnikach, chowanych w pomieszczeniach podczas zimy. Rośliny rozmnażane są za pomocą fragmentów pędów (zawierającymi co najmniej dwa węzły), ale możliwe jest też rozmnażanie generatywne za pomocą sporokarpów. 
Sporokarpy gatunku pospolitego w Australii – M. drummondii są spożywane jako nardoo przez Aborygenów. Ze względu na dużą zawartość enzymu tiaminazy rozkładającej tiaminę (witaminę B1), przed spożyciem są rozgniatane i przepłukiwane wodą. Następnie po wysuszeniu tłucze się je na mąkę i wypieka placki, ewentualnie spożywa się je w niewielkich ilościach na surowo. Niewprawni w odpowiednim przyrządzaniu sporokarpów marsylii uczestnicy pierwszej transaustralijskiej ekspedycji Burke’a i Willsa (1860) zginęli w efekcie spowodowanej przez marsylię choroby beri-beri (niedobór witaminy B1).